# Victoria Camps Medina
Victoria Camps Medina (Barcelona, España, 23 de julio de 1990), más conocida como Victoria Camps, es una actriz española, conocida por interpretar a Jacinta Ramos en El secreto de Puente Viejo.

## Filmografía
Televisión:
| Series de Televisión | Series de Televisión       | Series de Televisión | Series de Televisión | Series de Televisión |
| Año                  | Título                     | Papel                | Cadena               |                      |
| -------------------- | -------------------------- | -------------------- | -------------------- | -------------------- |
| 2013–2014            | El secreto de Puente Viejo | Jacinta Ramos        | Antena 3             |                      |

| Año  | Título        | Papel    | Cadena |
| ---- | ------------- | -------- | ------ |
| 2018 | 5 minuts tard | Cristina | Betevé |

| Año  | Título          | Papel  | Cadena |
| ---- | --------------- | ------ | ------ |
| 2019 | Com si fos ahir | Babila | tv3    |

Cine:
| Cine | Cine             | Cine       | Cine                                             | Cine |
| Año  | Título           | Papel      | Notas                                            |      |
| ---- | ---------------- | ---------- | ------------------------------------------------ | ---- |
| 2014 | Pasión criminal  | Eva Casado | Junto a Jordi Coll, Blanca Parés, entre otros... |      |
| 2016 | La Rosa es Morta | Blanca     | Dirección Daniel Giménez                         |      |
| 2018 | Rosario          | Manuela    | Dirección : Rubén Sánchez                        |      |

- Datos: Q17057990